# Coupe du monde de skeleton 2013-2014
Navigation
Édition précédente Édition suivante
La coupe du monde de skeleton 2013-2014 est la 28e édition de la Coupe du monde de skeleton, compétition de skeleton organisée annuellement. Elle se déroule entre le 24 novembre 2013 et le 26 janvier 2014.

## Règlement
| Période / Place | 1   | 2   | 3   | 4   | 5   | 6   | 7   | 8   | 9   | 10  | 11  | 12  | 13  | 14  | 15  | 16 | 17 | 18 | 19 | 20 | 21 | 22 | 23 | 24 | 25 | 26 | 27 | 28 | 29 |
| --------------- | --- | --- | --- | --- | --- | --- | --- | --- | --- | --- | --- | --- | --- | --- | --- | -- | -- | -- | -- | -- | -- | -- | -- | -- | -- | -- | -- | -- | -- |
| 2013/2014       | 225 | 210 | 200 | 192 | 184 | 176 | 168 | 160 | 152 | 144 | 136 | 128 | 120 | 112 | 104 | 96 | 88 | 80 | 74 | 68 | 62 | 56 | 50 | 45 | 40 | 36 | 32 | 28 | 24 |

## Classement général

### Hommes
| Pos. | Skeletoneur         | CAL | PAR | LAK | WIN | SMO | SMO | IGL | KON | Points |
| ---- | ------------------- | --- | --- | --- | --- | --- | --- | --- | --- | ------ |
| 1    | Martins Dukurs      | 1   | 2   | 8   | 1   | 1   | 1   | 1   | 1   | 1720   |
| 2    | Tomass Dukurs       | 4   | 6   | 3   | 2   | 2   | 2   | 3   | 2   | 1608   |
| 3    | Matthew Antoine     | 7   | 3   | 1   | 4   | 3   | 6   | 6   | 4   | 1529   |
| 4    | Alexander Tretiakov | 2   | 1   | 2   | 3   | 4   | 7   | 2   | -   | 1415   |
| 5    | Frank Rommel        | 11  | 5   | 5   | 7   | 10  | 13  | 9   | 3   | 1288   |
| 6    | Alexander Kröckel   | 18  | 7   | 9   | 10  | 8   | 8   | 14  | 5   | 1160   |
| 7    | John Fairbairn      | 9   | 8   | 6   | 9   | 6   | 3   | 13  | -   | 1136   |
| 8    | John Daly           | 16  | 16  | 4   | 5   | 23  | 9   | 5   | 12  | 1082   |
| 9    | Sergey Chudinov     | 14  | 4   | 10  | 6   | 20  | 4   | 4   | -   | 1076   |
| 10   | Hiroatsu Takahashi  | 10  | 9   | 13  | 8   | 11  | 11  | 21  | 10  | 1054   |

### Femmes
| Pos. | Skeletoneuse       | CAL | PAR | LAK | LAK | WIN | SMO | IGL | KON | Points |
| ---- | ------------------ | --- | --- | --- | --- | --- | --- | --- | --- | ------ |
| 1    | Elizabeth Yarnold  | 1   | 2   | 3   | 1   | 1   | 2   | 1   | 9   | 1672   |
| 2    | Noelle Pikus-Pace  | -   | 1   | 1   | 3   | 2   | 1   | 2   | 1   | 1520   |
| 3    | Shelley Rudman     | 4   | 4   | 6   | 11  | 9   | 3   | 5   | 3   | 1432   |
| 4    | Janine Flock       | 7   | 16  | 13  | 2   | 5   | 4   | 3   | 2   | 1380   |
| 5    | Anja Huber         | 5   | 7   | 2   | 14  | 13  | 13  | 10  | 5   | 1242   |
| 6    | Marion Thees       | 14  | 12  | 5   | 6   | 4   | 15  | 15  | 8   | 1160   |
| 7    | Marina Gilardoni   | 11  | 15  | 9   | 5   | 14  | 12  | 9   | 9   | 1120   |
| 8    | Katharine Eustache | 16  | 18  | 4   | 7   | 18  | 11  | 11  | 7   | 1056   |
| 9    | Michelle Steele    | 3   | 5   | 12  | -   | 20  | 17  | 8   | 4   | 1020   |
| 10   | Maria Orlova       | 14  | 13  | 10  | 15  | 12  | 7   | 3   | -   | 976    |

## Calendrier

### Hommes
| Date             | Lieu         | Vainqueur           | Deuxième            | Troisième              |
| 29 novembre 2013 | Calgary      | Martins Dukurs      | Alexandre Tretiakov | Dominic Edward Parsons |
| 6 décembre 2013  | Park City    | Alexandre Tretiakov | Martins Dukurs      | Matthew Antoine        |
| 13 décembre 2013 | Lake Placid  | Matthew Antoine     | Alexandre Tretiakov | Tomass Dukurs          |
| 3 janvier 2014   | Winterberg   | Martins Dukurs      | Tomass Dukurs       | Alexandre Tretiakov    |
| 10 janvier 2014  | Saint-Moritz | Martins Dukurs      | Tomass Dukurs       | Matthew Antoine        |
| 12 janvier 2014  | Saint-Moritz | Martins Dukurs      | Tomass Dukurs       | John Fairbairn         |
| 18 janvier 2014  | Igls         | Martins Dukurs      | Alexandre Tretiakov | Tomass Dukurs          |
| 25 janvier 2014  | Königssee    | Martins Dukurs      | Tomass Dukurs       | Frank Rommel           |

### Femmes
| Date             | Lieu         | Vainqueur         | Deuxième          | Troisième                 |
| 29 novembre 2013 | Calgary      | Elizabeth Yarnold | Elena Nikitina    | Michelle Steele           |
| 6 décembre 2013  | Park City    | Noelle Pikus-Pace | Elizabeth Yarnold | Sarah Reid                |
| 13 décembre 2013 | Lake Placid  | Noelle Pikus-Pace | Anja Huber        | Elizabeth Yarnold         |
| 15 décembre 2013 | Lake Placid  | Elizabeth Yarnold | Janine Flock      | Noelle Pikus-Pace         |
| 4 janvier 2014   | Winterberg   | Elizabeth Yarnold | Noelle Pikus-Pace | Sarah Reid                |
| 11 janvier 2014  | Saint-Moritz | Noelle Pikus-Pace | Elizabeth Yarnold | Shelley Rudman            |
| 17 janvier 2014  | Igls         | Elizabeth Yarnold | Noelle Pikus-Pace | Janine Flock Maria Orlova |
| 24 janvier 2014  | Königssee    | Noelle Pikus-Pace | Janine Flock      | Shelley Rudman            |